# NGC 5502
NGC 5502 est une galaxie lenticulaire relativement éloignée et située dans la constellation de la Grande Ourse. Sa vitesse par rapport au fond diffus cosmologique est de 8 905 ± 7 km/s, ce qui correspond à une distance de Hubble de 131,4 ± 9,2 Mpc (∼429 millions d'al). NGC 5502 a été découverte par l'astronome américain Edward Swift en 1885. Cette galaxie a aussi été observée deux jours plus tard par Lewis Swift, le père d'Edwar, et elle a été inscrite au New General Catalogue sous la désignation NGC 5503.
En raison d'une brillance de surface égale à 11,49 mag/am2, on peut qualifier NGC 5502 de galaxie présentant une brillance de surface élevée.